# (2489) Suvorov
(2489) Suvorov (1975 NY; 1954 WD) ist ein ungefähr 21 Kilometer großer Asteroid des äußeren Hauptgürtels, der am 11. Juli 1975 von der russischen (damals: Sowjetunion) Astronomin Ljudmila Iwanowna Tschernych am Krim-Observatorium (Zweigstelle Nautschnyj) auf der Halbinsel Krim (IAU-Code 095) entdeckt wurde. Er gehört zur Themis-Familie, einer Gruppe von Asteroiden, die nach (24) Themis benannt ist.

## Benennung
(2489) Suvorov wurde nach dem russischen Feldherrn Alexander Wassiljewitsch Suworow (1730–1800) benannt, der für seine fortschrittlichen Ideen berühmt wurde und unter dem „einfachen Volk“ Russlands bekannt ist.